# Steve Sholes
Steve Sholes (Merchantville, 12 de fevereiro de 1911 — Nashville, 22 de abril de 1968) foi um produtor musical estadunidense. Foi o produtor de Elvis Presley nos anos 50 e parte da década de 1960.